# Hypogastrura gennargentui
Hypogastrura gennargentui is een springstaartensoort uit de familie van de Hypogastruridae. De wetenschappelijke naam van de soort is voor het eerst geldig gepubliceerd in 1970 door Dallai.